# Lilla Gäddtjärnen (Rättviks socken, Dalarna)
Lilla Gäddtjärnen är en sjö i Rättviks kommun i Dalarna och ingår i Dalälvens huvudavrinningsområde.